# Séisme de 2007 en Martinique
Le séisme de 2007 en Martinique est un séisme de magnitude 7,4 sur l'échelle de Richter qui s'est produit le jeudi 29 novembre 2007 en Martinique. 

## Description
La secousse qui a duré 50 secondes a provoqué des dégâts matériels sur certains bâtiments.
Un séisme de magnitude 7,4 sur l'échelle de Richter dont l'épicentre était situé à 143 kilomètres de profondeur au Nord-Ouest de Saint-Pierre, a secoué la Martinique.  
Selon Albéric Marcellin, le président de l'Université Populaire et de Prévention, les mentalités ont évolué et évoluent encore chaque fois que les Martiniquais sont confrontés aux images de catastrophes naturelles comme les séismes à travers le monde ou encore plus récemment à la suite des dégâts provoqués par le passage des ouragans Irma et Maria sur les îles voisines.